# Leptomyrmex wiburdi
Leptomyrmex wiburdi es una especie de hormiga del género Leptomyrmex, subfamilia Dolichoderinae. Fue descrita científicamente por Wheeler en 1915.
Se distribuye por Australia. Se ha encontrado a elevaciones de hasta 980 metros. Vive en microhábitats como troncos podridos, tocones, el forraje y nidos.